# Водоплавні птахи

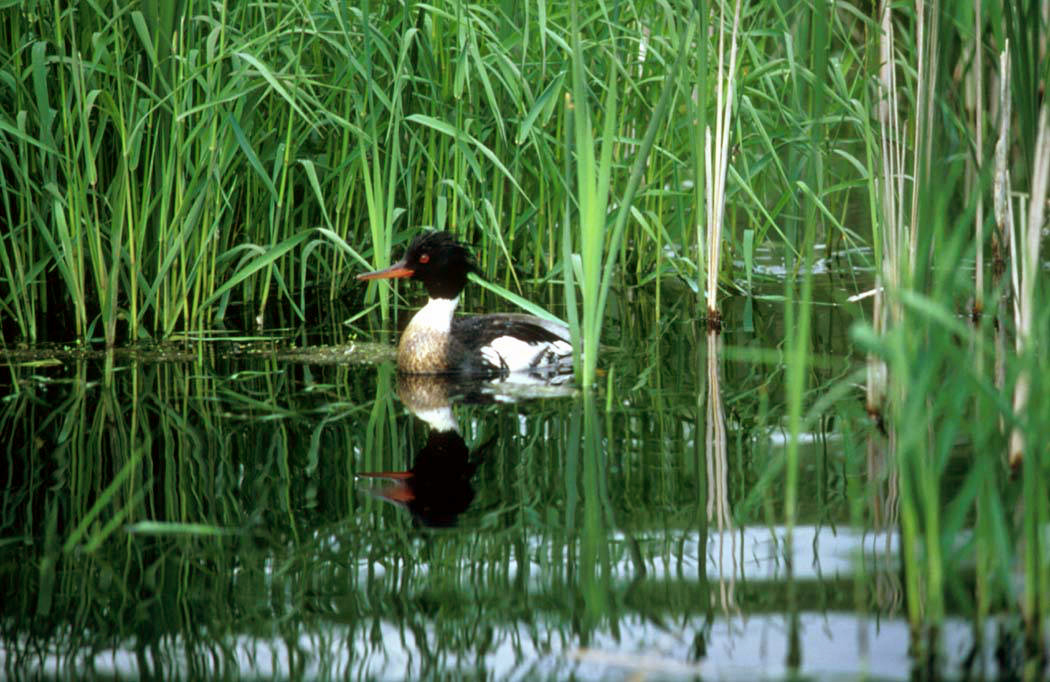
Крех середній (Mergus serrator))

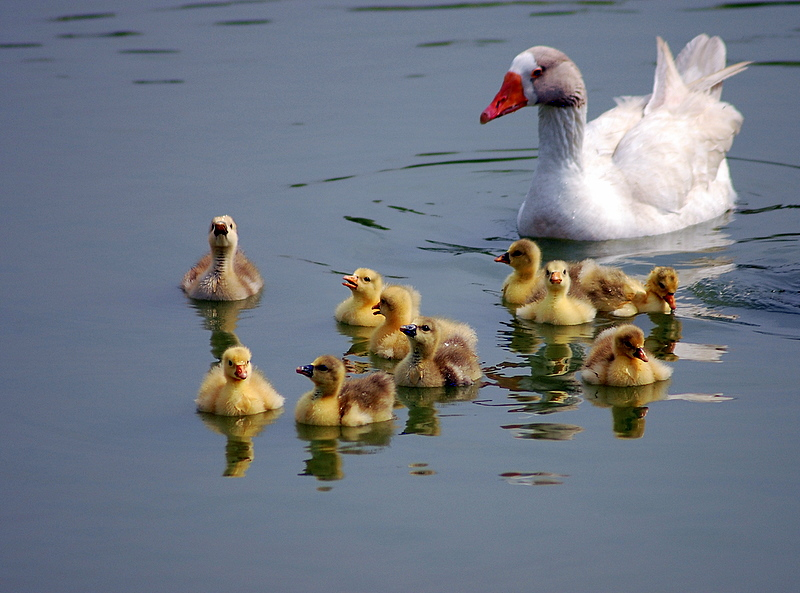
Гуска з гусенятами

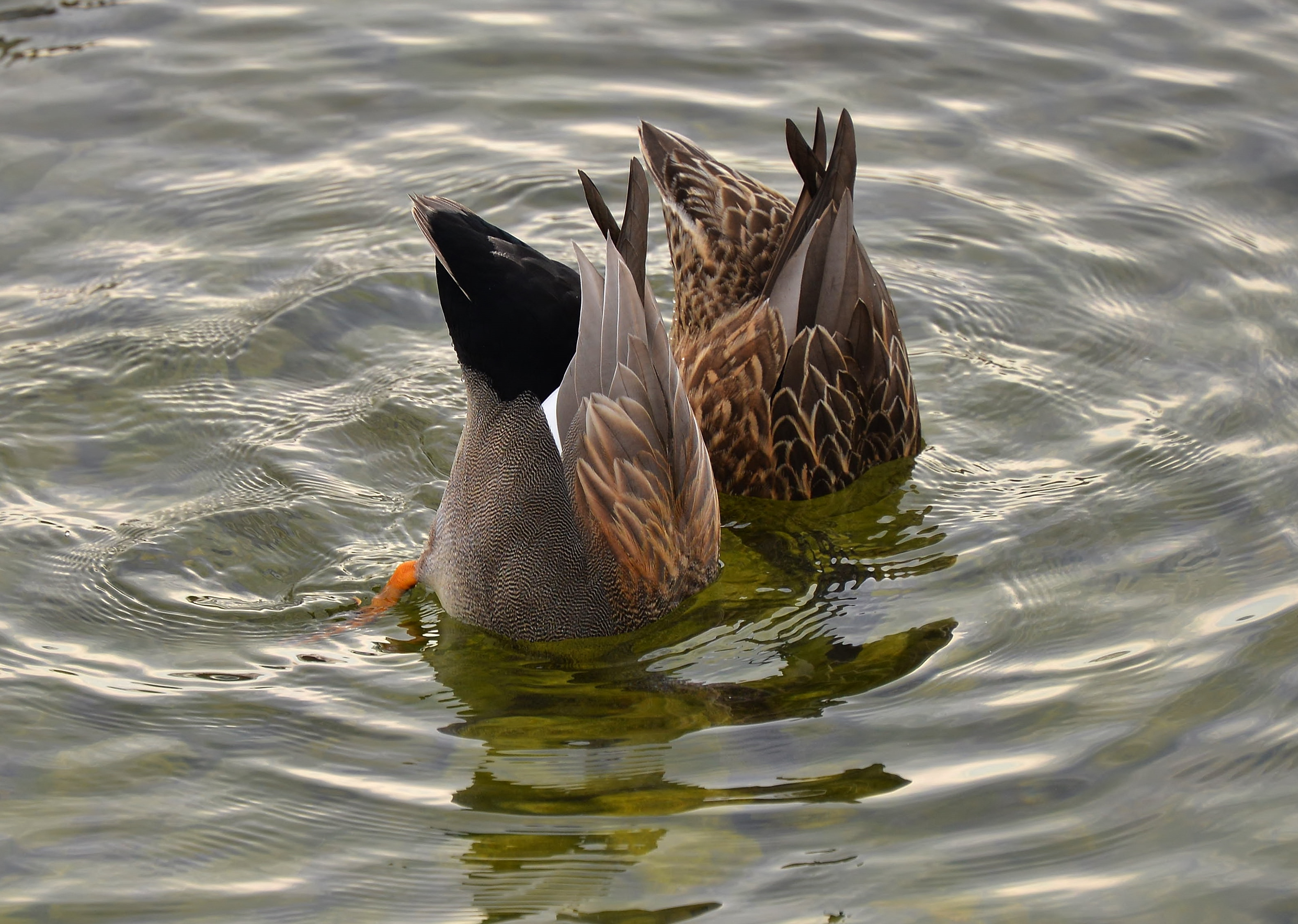
Самець і самиця нерозня (Anas strepera) шукають поживу при березі озера Онтаріо, Канада

Водопла́вні птахи́ — позасистематична група птахів, що ведуть водний спосіб життя. До них належать птахи, що вміють триматися на поверхні води, а не лише полюють у водному середовищі. З погляду кладистики водоплавні птахи далеко не завжди є близькими родичами.
До водоплавних птахів належать усі або деякі представники таких рядів:
- Гусеподібні (Anseriformes);
- Гагароподібні (Gaviiformes);
- Пірникозоподібні (Podicipitiformes);
- Пеліканоподібні (Pelecaniformes);
- Пінгвіноподібні (Sphenisciformes);
- Деякі Журавлеподібні (Gruiformes), наприклад лиска;
- Деякі Сивкоподібні (Charadriiformes), наприклад плавунці, мартини і крячки.

Хоча ці птахи і не є родичами, але схожий спосіб життя привів у багатьох з них до формування схожих рис завдяки конвергентній еволюції. Перш за все, це шкірна перетинка, натягнута між пальцями або лопаті, як у лиски. Далі — вельми щільне оперення. Оскільки саме лише пір'я не захищає від води, у водоплавних птахів вельми розвинена куприкова залоза. Вона є у більшості птахів і секрет, що виділяється нею, слугує для догляду за пір'ям. Для водоплавних птахів цей орган має особливе значення.
На одному місці можуть триматися різні види водоплавних птахів, не створюючи один одному трофічної конкуренції — кожен вид спеціалізується на своєму кормі. Звідси і різні способи добування їжі. Мартини і крячки, наприклад, хапають рибу прямо з літу, занурюючи у воду тільки дзьоб. Баклани пірнають за рибою, пікіруючи у воду. Ниркові качки теж пірнають, але з поверхні води. Інші види качок, перевернувшись, занурюють у воду верхню частину тіла, в той час як задня лишається «поплавком». Так само роблять і лебеді, довга шия яких дає їм змогу добувати корм з більшої глибини.